# Lukács János (orvos)
Erzsébetvárosi Lukács János (Nagyvárad, 1813 – Nagyvárad, 1879. december 25.) orvosdoktor, megyei főorvos, közkórházi igazgató, Lukács György államtitkár testvérbátyja.

## Élete
Lukács Ignác (1783–1856) és Gaál Teréz fia. 1836-ban Pesten nyert orvosdoktori oklevelet. A biharmegyei orvos-gyógyszerész és természettudományi egylet alapítója és elnöke, Bihar vármegyének 1848-ban és 1865-től tiszti főorvosa, az Országos Közegészségi Tanács tagja volt. Fontos szerepet játszott abban, hogy Bihar vármegye Nagyváradon díszes közkkórházhoz jutott és a görögkatolikus püspököt, valamint az egész megye értelmiségét a Stina di Vale (Biharfüred) neve alatt ismeretes vadregényes vidéknek klimatikus gyógyhellyé történő átalakítására rávette. Az 1873. évi kolerajárvány idején a megye területére biztosul neveztetett ki. 1870-től 1879-bi a nagyváradi akadémián a közegészségtant adta elő. 1849-ben feleségül vette Janky Annát.

## Munkája
- Syphilis in genere. Dissertatio inaug. medica. Pestini, 1836